# Ophthalmic Surgery, Lasers and Imaging Retina
Ophthalmic Surgery, Lasers and Imaging Retina (skrót: Ophthalmic Surg Lasers Imaging Retina, OSLIRetina) – amerykańskie, okulistyczne czasopismo naukowe dotyczące mikrochirurgii, laseroterapii oraz obrazowania siatkówki oka; wydawane pod różnymi nazwami od 1970 roku. Dwumiesięcznik.
Czasopismo jest recenzowane i koncentruje się wyłącznie na chorobach siatkówki oraz chirurgii i farmakoterapii okulistycznej związanej z retinologią (specjalnością okulistyki zajmującą się siatkówką oka). Obok oryginalnych prac klinicznych i opisów nowych technik publikowane są także materiały praktyczne i edukacyjne dla okulistów-retinologów.
W latach 1970–1995 nazwa czasopisma brzmiała „Ophthalmic Surgery" (ISSN 0023-023X), następnie „Ophthalmic Surgery and Lasers" (lata 1995–2002, ISSN 1082-3069) oraz „Ophthalmic Surgery, Lasers & Imaging" (lata 2003–2012, ISSN 1542-8877). Od 2013 tytuł brzmi „Ophthalmic Surgery, Lasers and Imaging Retina". Redaktorem naczelnym czasopisma jest Darius M. Moshfeghi – związany z Byers Eye Institute School of Medicine Uniwersytetu Stanforda. Wydawcą jest Slack Incorporated.
Pismo ma współczynnik wpływu impact factor (IF) wynoszący 1,511 (2017) oraz wskaźnik Hirscha równy 51 (2017). W międzynarodowym rankingu SCImago Journal Rank (SJR) mierzącym znaczenie i prestiż poszczególnych czasopism naukowych „Ophthalmic Surgery Lasers and Imaging Retina" zostało w 2017 roku sklasyfikowane na:
- 27. miejscu wśród czasopism z zakresu okulistyki[9]
- 62. miejscu wśród czasopism z zakresu chirurgii[10].

W polskich wykazach czasopism punktowanych przez Ministerstwo Nauki i Szkolnictwa Wyższego publikacja w tym czasopiśmie otrzymywała kolejno: 20 punktów (za lata 2015-2016) oraz 70 punktów (wg listy punktowanych czasopism z 2019).